# Brabants Open
Het Brabants Open is een golftoernooi dat door de Nederlandse Golf Federatie en de Eindhovensche Golf wordt georganiseerd. Het vindt altijd plaats op de Eindhovensche Golf.
Het toernooi wordt vanaf de backtees gespeeld en leverde de eerste jaren een startbewijs voor het Dutch Challenge Open op. Nadat het Brabants Open tien keer gespeeld was werd het toernooi in 2010 uitgebreid tot 54 holes. Er deden 60 mannen en 18 vrouwen mee.
De winnaar krijgt sinds 2010 een wildcard voor het KLM Open, de winnares voor het Ladies Open.

In 2011 was de twaalfde editie. De winnares kreeg een startbewijs voor het Turks Amateur Kampioenschap.

In 2012 werd het toernooi uitgebreid tot 72 holes.
De status van het toernooi groeit door. De maximale handicap was de eerste jaren 5.0 voor de heren en 6.0 voor de dames. Inschrijvingen met de laagste handicap worden toegelaten. De heren moesten in 2013 een + handicap hebben. De toegelaten handicap zakt en het aantal buitenlandse deelnemers neemt toe. Er worden enkele invitaties beschikbaar gesteld aan junioren.

## Baanrecord
- Heren 64:  David van den Dungen (2011),  Juuso Kahlos (2013)
- Dames 67:  Natascha Duvalois (2003).

## Winnaars
| Jaar | Winnaar              | Score | Score | Winnares                | Score | Score | Informatie |
| ---- | -------------------- | ----- | ----- | ----------------------- | ----- | ----- | --- |
| 2000 | Deniz Prischink      | 155   | +11   | Jaimie van Dooren       | 159   | +15   | |
| 2001 | Wim van Kaathoven    | 155   | +11   | Marjet van der Graaff   | 162   | +8    | |
| 2002 | Rutger Buschow       | 145   | +1    | Joan van der Kraats     | 149   | +5    | |
| 2003 | Joes van Uden        | 147   | +3    | Teddy van Lieshout      | 155   | +11   | |
| 2004 | Rutger Buschow       | 141   | -3    | Eveline Moret           | 158   | +14   | |
| 2005 | Rutger Beschow       | 137   | -7    | Anne van den Bosch      | 144   | par   | |
| 2006 | Dirk van de Weert    | 141   | -3    | Marie-Louise Weeda      | 153   | +9    | |
| 2007 | Vincent Hubert       | 143   | -1    | Joan van de Kraats      | 142   | -2    | |
| 2008 | Jeroen Krietemeijer  | 144   | par   | Varin Schilperoord      | 142   | -2    | Uitslag in GolfWeekly [dode link], 75 deelnemers |
| 2009 | Frederic de Vooght   | 144   | par   | Kristine ten Doesschate | 166   | +22   | |
| 2010 | Sven Maurits         | 211   | -5    | Karlijn Zaanen          | 212   | -4    | Sven Maurits werd begin 2011 professional, 78 deelnemers |
| 2011 | Daan Huizing         | 209   | -7    | Karlijn Zaanen          | 212   | -4    | David van der Dungen verbeterde het baanrecord met ronde van 64 |
| 2012 | Rowin Caron po       | 278   | -10   | Karlijn Zaanen po       | 291   | +3    | Caron won de play-off van Julien Brun uit Antibes, Frankrijk Zaanen won de play-off van Ileen Domela Nieuwenhuis |
| 2013 | David van den Dungen | 274   | -14   | Charlotte Puts          | 290   | +2    | Robbie van West en Michael Kraaij stonden na ronde 3 aan de leiding met -9, maar David van den Dungen maakte een laatste ronde van 65 en won met 4 slagen voorsprong op Michael Kraaij. West werd 3de. Krista Bakker en Charlotte Puts stonden beiden na ronde 3 op +2. |
| 2014 | Lars van Meijel      | 279   | -9    | Dewi Weber              | 287   | -1    | |